# Hermaea ghanensis
Hermaea ghanensis is een slakkensoort uit de familie van de Hermaeidae. De wetenschappelijke naam van de soort is voor het eerst geldig gepubliceerd in 2006 door Caballer, Ortea & Moro.